# Многоводное
Многово́дное (до 1960-х  Артезиа́нское, до 1948 года Бары́н Армя́нский; укр. Многоводне, крымскотат. Ermeni Barın, Эрмени Барын) — село в Джанкойском районе Республики Крым, входит в состав Стальненского сельского поселения (согласно административно-территориальному делению Украины — Стальненского сельского совета Автономной Республики Крым).

## Население
| 2001 | 2014 |
| ---- | ---- |
| 641  | ↘486 |

Всеукраинская перепись 2001 года показала следующее распределение по носителям языка
| Язык             | Процент |
| ---------------- | ------- |
| русский          | 43.37   |
| крымскотатарский | 42.43   |
| украинский       | 13.88   |

### Динамика численности
- 1926 год — 151 чел.[10]
- 1989 год — 637 чел.[11]
- 2001 год — 641 чел.[12]
- 2009 год — 647 чел.[13]
- 2014 год — 486 чел.[14]

## Современное состояние
На 2017 год в Многоводном числится 7 улиц; на 2009 год, по данным сельсовета, село занимало площадь 91,4 гектара на которой, в 197 дворах, проживало 647 человек. В селе действуют библиотека, мусульманская община «с. Муслим» (с 2003 года).

## География
Многоводное — село в северо-восточной части района, в степном Крыму, у впадения в залив Сиваша реки Стальная, высота центра села над уровнем моря — 7 м. Соседние сёла: Перепёлкино в 1,5 км на северо-запад, Смежное в 1,7 км на запад, Стальное в 1 км на юг и Родное в 2,5 км на юго-восток. Расстояние до райцентра — около 18 километров (по шоссе), там же ближайшая железнодорожная станция. Транспорное сообщение осуществляется по региональной автодороге 35Н-176 от шоссе 35А-001 «граница с Украиной — Джанкой — Феодосия — Керчь» до Многоводного (по украинской классификации — С-0-10452).

## История
Впервые в доступных источниках Барын (армянский) встречается в Списке населённых пунктов Крымской АССР по Всесоюзной переписи 17 декабря 1926 года, согласно которой в селе Барын (армянский), Барынского (немецкого) сельсовета Джанкойского района, числилось 26 дворов, из них 24 крестьянских, население составляло 151 человек, из них 137 армянина, 10 русских, 2 украинца, 2 немца, действовала армянская школа. После образования в 1935 году Колайского района село включили в его состав.
В 1944 году, после освобождения Крыма от нацистов, согласно постановлению ГКО от 2 июня 1944 года, 27 июня 1944 г. войска НКВД выселили из Крыма армян. 12 августа 1944 года было принято постановление № ГОКО-6372с «О переселении колхозников в районы Крыма» и в сентябре 1944 года в Азовский район Крыма приехали первые новоселы (162 семьи) из Житомирской области, а в начале 1950-х годов последовала вторая волна переселенцев из различных областей Украины. С 25 июня 1946 года в составе Крымской области РСФСР.
Указом Президиума Верховного Совета РСФСР от 18 мая 1948 года, Барын армянский переименовали в Артезианское. 26 апреля 1954 года Крымская область была передана из состава РСФСР в состав УССР. На 15 июня 1960 года Артезианское в составе Просторненского сельсовета. Указом Президиума Верховного Совета УССР «Об укрупнении сельских районов Крымской области», от 30 декабря 1962 года Азовский район был упразднён и село присоединили к Джанкойскому.
В период с 1960 по 1968 год Артезианское переименовано в Многоводное, с 8 февраля 1973 года — передали в состав вновь образованного Стальненского сельсовета. По данным переписи 1989 года в селе проживало 637 человек. С 12 февраля 1991 года село в восстановленной Крымской АССР, 26 февраля 1992 года переименованной в Автономную Республику Крым. С 21 марта 2014 года в составе Крыма аннексировано Россией.